# Anatoli Krikun
Anatoly Vasilyevich Krikun (cirílico:Анатолий Васильевич Крикун) (Tartu, 24 de março de 1948) é um ex-basquetebolista estoniano que integrou a seleção soviética que conquistou a medalha de bronze disputada nos XIX Jogos Olímpicos de Verão realizados na Cidade do México em 1968.